# Ristijärvi
Ristijärvi [ˈristijærvi] ist eine Gemeinde im Nordosten Finnlands. Sie liegt rund 40 Kilometer nordöstlich der Stadt Kajaani inmitten der Landschaft Kainuu.
Ristijärvi war einst der größte Ort der Gemeinde Paltamo, aus der er 1867 als eigenständige Gemeinde herausgelöst wurde. Neben dem namensgebenden Hauptort Ristijärvi umfasst sie die Siedlungen Hiisijärvi, Jokikylä, Mustavaara, Pihlajavaara, Pyhäntä und Uva. Seit Jahrzehnten hatte die recht abgelegene und wirtschaftsschwache Gemeinde wie die gesamte Region einen massiven Bevölkerungsrückgang zu verzeichnen und überaltert zusehends. Hatte sie um 1960 noch über 4000 Einwohner, so sind es heute nur 1174 (Stand 31. Dezember 2022).
Einer der Hauptwirtschaftszweige ist heute der Tourismus. Im Sommer sind die Hauptattraktion die ausgedehnten Sandstrände des Sees Hiisijärvi. Sie entstanden vor rund zweihundert Jahren als Folge eines missglückten Pegelregulierungsprojekts, der den Wasserstand des Sees schlagartig um 14 Meter sinken ließ. Im Winter ziehen die Hügel der Gemeinde, insbesondere der Höhenzug Saukkovaara, Skitouristen an.
Die Hauptverkehrswege Ristijärvis sind die von Norden nach Süden verlaufende Staatsstraße 5; über die Eisenbahnlinie Kontiomäki-Taivalkoski ist die Gemeinde an das finnische Schienennetz angeschlossen.
Ristijärvi unterhält seit 1989 eine Städtepartnerschaft zur Stadt Olonez in der russischen Republik Karelien. Außerdem ist er der Geburtsort von Finnlands bester Biathletin Kaisa Mäkäräinen.

## Persönlichkeiten
- Kari Härkönen (* 1959), Skilangläufer
- Hannu Takkula (* 1963), Politiker, Mitglied des Reichstags, MdEP
- Kaisa Mäkäräinen (* 1983), Biathletin